# 古事類苑
古事類苑（こじるいえん）は、明治政府により編纂が始められた類書（一種の百科事典）である。1896年（明治29年）-1914年（大正3年）に刊行された。古代から1867年（慶応3年）までの様々な文献から引用した例証を分野別に編纂しており、日本史研究の基礎資料とされている。日本最大にして唯一の「官撰百科事典」。

## 概要
文部大書記官西村茂樹の建議により、1879年（明治12年）文部省により編纂が始められた。編修長は佐藤誠実。事業は文部省東京学士院、皇典講究所、神宮司庁に引き継がれ、1907年（明治40年）に編纂が完成。全1000巻に及んだ。
内容は、天部、歳時部、地部、神祇部、帝王部、官位部、封禄部、政治部、法律部、泉貨部、称量部、外交部、兵事部、武技部、方技部、宗教部、文学部、礼式部、楽舞部、人部、姓名部、産業部、服飾部、飲食部、居処部、器用部、遊戯部、動物部、植物部、金石部の30部門からなる。
この分類は宋の『太平御覧』、清の『淵鑑類函』や『和漢三才図会』を折衷して定めたものである。
それぞれの項目に簡単な説明を付け、六国史以降、慶応期までの文献から参考になる箇所を引用している。
皇典講究所が編纂を引き受けたのは1890年（明治23年）であり、同時期に國學院（現：國學院大學）を開設し、授業を始めた。1895年（明治28年）には神宮司庁に引き継がれるが、黒川真頼など皇典講究所のメンバーが引き続き編集委員、編修顧問を担当した。明治期の国学者による一大事業であった。

### 出版
編纂中の1896年（明治29年）から順次刊行が始まり、1914年（大正3年）まで刊行された。和装本で、本文355冊（本文350冊、総目録2冊、索引3冊）である。
洋装本は1908年（明治41年）-1930年（昭和5年）に51冊（「総目録・索引」1冊を含む）で刊行された。第2次大戦後、吉川弘文館で、2度復刻されている（全51冊、1967年（昭和42年）-1971年（昭和46年）、1995年（平成7年）-1999年（平成11年））。
2012年（平成24年）9月24日より、国際日本文化研究センター「古事類苑ページ検索システム」のインターフェイスを一部変更してジャパンナレッジにて公開されている（有料会員制）。

## 内容
| 番号 | 分類   | 巻    | 内容                       | 番号 | 分類   | 巻   | 内容                                       |
| ---- | ------ | ----- | -------------------------- | ---- | ------ | ---- | ------------------------------------------ |
| 1    | 天部   | 1-4   | 天体、気候                 | 16   | 宗教部 | 1-72 | 仏教（宗派、経典、儀礼、寺院）、キリスト教 |
| 2    | 歳時部 | 1-20  | 年中行事                   | 17   | 文学部 | 1-50 | 文字、和歌、学問、教育                     |
| 3    | 地部   | 1-50  | 地理、地形                 | 18   | 礼式部 | 1-36 | 作法、人生儀礼                             |
| 4    | 神祇部 | 1-100 | 神道、神職、祭祀、有名神社 | 19   | 楽舞部 | 1-35 | 神楽、雅楽、田楽、能、浄瑠璃、落語         |
| 5    | 帝王部 | 1-27  | 天皇、皇室                 | 20   | 人部   | 1-35 | 親戚、身体、心情、師弟、友情               |
| 6    | 官位部 | 1-80  | 朝廷の官職、幕府の官職     | 21   | 姓名部 | 1-10 | 姓氏、苗字、家紋                           |
| 7    | 封禄部 | 1-10  | 封田、俸給                 | 22   | 産業部 | 1-28 | 農業、漁業、工業、商業                     |
| 8    | 政治部 | 1-100 | 政治                       | 23   | 服飾部 | 1-28 | 直衣、狩衣、帯、冠                         |
| 9    | 法律部 | 1-60  | 法律、刑罰                 | 24   | 飲食部 | 1-16 | 料理、飯、麺、菓子、酒、調味料             |
| 10   | 泉貨部 | 1-7   | 貨幣                       | 25   | 居処部 | 1-18 | 皇居、家、建築                             |
| 11   | 称量部 | 1-3   | 度量衡                     | 26   | 器用部 | 1-30 | 食器、装飾品、寝具、照明、車               |
| 12   | 外交部 | 1-25  | 外交                       | 27   | 遊戯部 | 1-17 | 囲碁、双六、将棋、茶、蹴鞠、花火           |
| 13   | 兵事部 | 1-48  | 軍事、武器                 | 28   | 動物部 | 1-20 | 獣、鳥、虫、魚、貝                         |
| 14   | 武技部 | 1-20  | 武術、武道                 | 29   | 植物部 | 1-28 | 木、草、菌                                 |
| 15   | 方技部 | 1-18  | 陰陽道、暦法、医術         | 30   | 金石部 | 1-5  | 鉱山、金属、宝石                           |